# Ян Жижемський
Ян Жижемський пол. Jan Żyżemski (?-†до лютого 1635 р.) — князь, державний діяч Великого князівства Литовського, шляхтич власного гербу «Жижемський».

## Життєпис
Він був сином князя Яна Жижемського . За іншою версією — він «син Петра Ярошевича» Жижемського (онук Яроша Івановича Жижемського, і був підкоморієм мінським).
- Був учасником Смоленської війни проти Московії та військового походу у Волощину.
- Стольник мінський від лютого 1633 р.
- 2 червня 1633 р. разом з православним населенням Мінська намагався домогтися виконання королівського привілею про передачу православним віруючим міста Мінськ церкви святої Трійці. Сповідував православ'я, жертвував кошти на відповідні церкви й монастирі.
- Був одружений з Христиною Тишкевич, донькою Петра Тишкевича, котра по його смерті вийшла вдруге заміж за князя Горського[3].